# Електронна освіта
Електро́нна осві́та (е-освіта, e-learning) — Освіта з використанням електронних технологій, насамперед інтернету. Дозволяє пройти курс дистанційної освіти, надаючи при цьому можливість діалогу з викладачем та іншими слухачами. Одним з найрозповсюдженіших засобів електронної освіти є відеоконференції на основі інтернету. Головна перевага для громадян полягає в тому, що вони самі можуть обрати відповідний курс і пройти навчання за ним, не виходячи з дому. При цьому повністю зберігається якість освіти, притаманна традиційним формам.
Українське законодавство надає таке визначення: «Електронна освіта (е-освіта) – форма отримання освіти, що здобувається з використанням виключно інформаційно-комунікаційних технологій».
Три покоління E-learning
E-learning 1.0 — перше покоління навчання (насправді — тренінгу), що проводиться через веб. Може бути охарактеризовано як курс тривалістю 60 і більше хвилин. Найчастіше використовувалися синхронні курси, що поставляються через віртуальний навчальний клас або асинхронні курси, побудовані з використанням інструментів для авторингу, дизайн контент зазвичай слідував моделі традиційного навчання, розроблений дизайнером з навчання. Такими курсами управляли через LMS.
E-learning 1.3 — таке поняття використовують для покоління e-learning, що існує останні декілька років, при якому розробка відбувається швидше, а процес навчання розбитий на дрібніші фрагменти. Навчання доступне на робочому місці,форма доставки набагато простіша. З цієї причини навчання не завжди доступно через LMS, а через поштові повідомлення та розсилку для доступу до корпоративного інтранету. Контент в E-learning 1.3 створюється зазвичай експертами з тематики за шаблонами з використанням засобів швидкої розробки і систем управління навчальним контентом (LCMS). Додатково, за необхідності, можуть бути організовані віртуальні класи або обговорення як частина загального навчального процесу.
E-learning 2.0 — це набагато більший крок, ніж перехід від E-learning 1.0 на E-learning 1.3. E-learning 2.0 засноване на інструментах, що поєднують просту розробку контента, поширення через веб і вбудовані засоби спільної роботи. Створювати контент може будь-який співробітник, навіть у процесі поточної роботи. По суті, вимоги та очікування від E-learning 2.0 - це органічне поєднання роботи і навчання в одному процесі, керованому самим співробітником. Навчання — це процес доступу до контенту, який створюється як експертами, так і колегами по роботі, а також спілкування з колегами через модель соціального комп'ютинга. При цьому великий вплив на навчання здійснюють спільноти та мережі.